# Domitia marshalli
Domitia marshalli är en skalbaggsart som beskrevs av Stefan von Breuning 1935. Domitia marshalli ingår i släktet Domitia och familjen långhorningar. Inga underarter finns listade i Catalogue of Life.